# NCAA Division I 2015 (pallavolo maschile)
La NCAA Division I 2015 si è svolta dal 5 al 9 maggio 2015: al torneo hanno partecipato 6 squadre di pallavolo universitarie e la vittoria finale è andata per la seconda volta consecutiva alla Loyola Chicago.

## Squadre partecipanti
| Club                                           | Città         | Palazzetto                      | Qualificazione       |
| ---------------------------------------------- | ------------- | ------------------------------- | -------------------- |
| Lewis University Flyers                        | Romeoville    | Neil Carey Arena Romeoville     | Finale MIVA 2015     |
| University of California, Irvine Anteaters     | Irvine        | Bren Events Center Irvine       | Campione MPSF 2015   |
| Loyola University Chicago Ramblers             | Chicago       | Joseph J. Gentile Arena Chicago | Campione MIVA 2015   |
| University of Hawaii at Manoa Rainbow Warriors | Honolulu      | Stan Sheriff Center Honolulu    | Semifinale MPSF 2015 |
| Pennsylvania State University Nittany Lions    | State College | Rec Hall State College          | Campione EIVA 2015   |
| Pfeiffer University Falcons                    | Misenheimer   | Merner Gym Misenheimer          | Campione CC 2015     |

## Final Six
|  | Quarti di finale | Quarti di finale | Quarti di finale |                |                | Semifinali | Semifinali | Semifinali |  |  | Finale | Finale | Finale |
|  |                  |                  |                  |                |                |            |            |            |  |  |        |        |        |
|  | 1                | Lewis            |                  |                |                |            |            |            |  |  |        |        |        |
|  | 8                | Bye              |                  |                |                |            |            |            |  |  |        |        |        |
|  | 8                | Bye              |                  | 1              | Lewis          | 3          |            |            |  |  |        |        |        |
|  |                  |                  |                  | 1              | Lewis          | 3          |            |            |  |  |        |        |        |
|  |                  | 5                | Penn State       | 1              |                |            |            |            |  |  |        |        |        |
|  | 4                | 5                | Penn State       | 1              | Hawaii         | 1          |            |            |  |  |        |        |        |
|  | 4                |                  |                  |                | Hawaii         | 1          |            |            |  |  |        |        |        |
|  | 5                | Penn State       | 3                |                |                |            |            |            |  |  |        |        |        |
|  |                  |                  |                  |                |                |            |            |            |  |  | 1      | Lewis  | 2      |
|  |                  |                  | 3                | Loyola Chicago | 3              |            |            |            |  |  |        |        |        |
|  | 2                | UC Irvine        |                  |                |                |            |            |            |  |  |        |        |        |
|  | 7                | Bye              |                  |                |                |            |            |            |  |  |        |        |        |
|  | 7                | Bye              |                  | 2              | UC Irvine      | 0          |            |            |  |  |        |        |        |
|  |                  |                  |                  | 2              | UC Irvine      | 0          |            |            |  |  |        |        |        |
|  |                  | 3                | Loyola Chicago   | 3              |                |            |            |            |  |  |        |        |        |
|  | 3                | 3                | Loyola Chicago   | 3              | Loyola Chicago | 3          |            |            |  |  |        |        |        |
|  | 3                |                  |                  |                | Loyola Chicago | 3          |            |            |  |  |        |        |        |
|  | 6                | Pfeiffer         | 0                |                |                |            |            |            |  |  |        |        |        |

### Quarti di finale
| 5 maggio 2015 Maples Pavilion, Stanford | Hawaii #4         | 1 - 3 | Penn State #5 | 22-25, 20-25, 25-17, 25-27 |
| 5 maggio 2015 Maples Pavilion, Stanford | Loyola Chicago #3 | 3 - 0 | Pfeiffer #6   | 25-20, 33-31, 25-15        |

### Semifinali
| 7 maggio 2015 Maples Pavilion, Stanford | Lewis #1     | 3 - 1 | Penn State #5     | 25-20, 22-25, 25-16, 25-20 |
| 7 maggio 2015 Maples Pavilion, Stanford | UC Irvine #2 | 0 - 3 | Loyola Chicago #3 | 22-25, 19-25, 17-25        |

### Finale
| 9 maggio 2015 Maples Pavilion, Stanford | Lewis #2 | 2 - 3 | Loyola Chicago #3 | 25-21, 23-25, 15-25, 27-25, 21-23 |

## Premi individuali
| Premio              | Giocatore       | Squadra        |
| ------------------- | --------------- | -------------- |
| MVP                 | Jeffrey Jendryk | Loyola Chicago |
| All-Tournament Team | Cody Caldwell   | Loyola Chicago |
| All-Tournament Team | Thomas Jaeschke | Loyola Chicago |
| All-Tournament Team | Geoff Powell    | Lewis          |
| All-Tournament Team | Gregory Petty   | Lewis          |
| All-Tournament Team | Aaron Russell   | Penn State     |
| All-Tournament Team | Tamir Hershko   | UC Irvine      |